# Любимый друг
«Любимый друг» (другой перевод названия «Друг/Возлюбленный», кат. Amic/Amat) — мелодрама 1999 года по сценарию испанского драматурга Хосепа Марии Бенета, в основу сюжета фильма положена его пьеса «Завет» (Testament).

## Сюжет
Неизлечимо больной гей, профессор по имени Хауме влюблён в своего молодого и талантливого ученика Давида. Парень, недавно потерявший отца, охладел к средневековой литературе и начал заниматься гомосексуальной проституцией. Хауме решает оставить Давиду в наследство философский роман Раймунда Луллия «Blanquerna».

## В ролях
| Актёр            | Роль       |
| ---------------- | ---------- |
| Хосе Мария Поу   | Хауме      |
| Роса Мария Сарда | Фанни      |
| Марио Гас        |            |
| Давид Сельвас    | Давид Вила |
| Ирена Монтала    | Альба      |

## Призы и номинации
Фильм номинировался на награды и получил призы:
| Год  | Фестиваль                                     | Премия               | Номинация                            | Победил? |
| ---- | --------------------------------------------- | -------------------- | ------------------------------------ | -------- |
| 1999 | Международный кинофестиваль «Фестройа»        | «Серебряный дельфин» | Лучший сценарий                      | Да       |
| 1999 | Международный кинофестиваль «Фестройа»        | «Золотой дельфин»    |                                      | Нет      |
| 2000 |                                               | Премия Гойя          | Лучшая мужская роль (Хосе Мария Поу) | Нет      |
| 2000 | Лучшая мужская роль второго плана (Марио Гас) | Премия Гойя          | Нет                                  |          |
| 2000 | Лучший адаптированный сценарий                | Премия Гойя          | Нет                                  |          |

## Съёмки
- Действие фильма происходит в Барселоне, в городских эпизодах встречаются улицы и площади города: Парк Гуэля.